# Wildlife Park 3
Wildlife Park 3 (Parque de Vida Salvaje 3) es un videojuego perteneciente al género de simulación de negocios, lanzado en marzo del año 2011 en el Reino Unido. Se trata de una secuela del juego Wildlife Park 2.

## Jugabilidad
Wildlife Park 3 es una simulación de negocios 3-D que involucra la construcción, mantenimiento, y modificación de un zoológico para mantener un ingreso estable y feliz por parte de los visitantes. En total son más de 20 misiones diferentes para elegir, y el modo de juego es libre para los encargados jóvenes. Los diferentes climas afectarán a sus huéspedes, las plantas y los animales.

## Recepción
Wildlife Park 3 recibió críticas "mixtas o promedio", de acuerdo con Metacritic, una página de puntajes de reseñas de videojuegos.